# 富山市立東部小学校
富山市立東部小学校（とやましりつ とうぶしょうがっこう）は富山県富山市にある公立小学校。

## 沿革
個別に出典が提示されていない箇所の出典→。
- 1937年 - 上新川郡山室村の一部（館出、清水、西公文名、西長江、長江、石金、中市、公文名）が富山市へ編入するにあたり、そのうち中市、石金、長江、館出および旭町、清水東部、住吉町、緑町（当時は東廊町）を校下を新設することを決める。校地が富山市の東部に位置することから、東部小学校と定めた[3]。同年4月5日、上新川郡山室尋常高等小学校に新設。
- 1938年
  - 3月26日 - 学校敷地と定められた西長江61番地において、地鎮祭および起工式[3]。
  - 4月1日 - 富山市立東部尋常高等小学校開校。上新川郡山室尋常高等小学校の一部を仮校舎とする[3]。
  - 9月7日 - 新校舎にて授業開始[4]。
- 1939年12月10日 - 校舎竣工落成式。
- 1941年
  - 3月10日 - 校舎増築工事竣工。
  - 4月1日 - 富山市立東部国民学校に改称[5]。
  - 4月中 - 校舎第二期工事着手[5]。
- 1942年
  - 3月1日 - 校舎第二期工事完成[5]。
  - 4月1日 - 学校給食モデル校として給食を実施。
- 1945年
  - 8月2日 - 富山大空襲により全校舎焼失。
  - 9月1日 - 戦災のため不二越青年学級を借りて、授業開始[6]。
- 1947年4月1日 - 富山市立東部小学校と改称[6]。
- 1948年5月1日 - 木造校舎第1期竣工、同年5月25日に不二越青年学校から移転し、同年5月29日に落成式を挙行[6]。
- 1951年3月 - この頃までに校舎の増築工事が行われる[6]。
- 1952年3月15日 - 後館増築。
- 1956年
  - 3月16日 - 体育館落成。
  - 7月31日 - 集団赤痢が発生。患者は同年8月3日時点で56名にのぼった。原因は7月28日から7月31日の3日間にわたり婦負郡山田村（現・富山市）の山田小学校（現・富山市立山田小学校）で林間学校を開設し、7月30日夕方に帰校したのだが、その際に感染したとされる（原因は不明であった）。同年8月14日までに全員退院し収束[7]。
- 1958年4月1日 - 特殊学級を新設。
- 1959年7月24日 - 創校20周年記念プール竣工式。
- 1963年3月10日 - 給食室新築。
- 1968年9月17日 - 鉄筋校舎新築落成式。
- 1973年
  - 3月28日 - 温室新設。
  - 6月15日 - 交通公園完成。
- 2015年3月 - 新校舎竣工（鉄筋コンクリート造2階建て、延床面積6,011.88m2）[8]。

## 通学区域
石金一丁目～三丁目、経堂四丁目(10番 18,21号のみ)、長江１区、長江一丁目～五丁目、 長江新町一丁目～四丁目、長江東町一丁目(8番 10号、9番 8号を除く)、長江東町二丁目～三丁目、 長江本町(10番 45号、11番 7,11～13,21～26,32号、12番 13～18,33 号を除く）、西長江一丁目～四丁目、 西長江本町、東石金町(9番 53～55,58号を除く)、不二越本町一丁目、不二越本町二丁目(2番を除く)、 不二越町(14番 6,21～23,30,33,36,39,41,43,45,48,52～54,58号､17番､18番を除く)、音羽町二丁目(１番 12～15号,2番 14～17号､3番 12～18号,4,5番のみ) 、栄町一丁目～三丁目、清水元町、 住吉町一丁目～二丁目、元町二丁目

## 進学先
- 富山市立東部中学校
- 富山市立大泉中学校

## 周辺
- 富山県道65号富山大沢野線

## 著名な出身者
- 青島明生（弁護士、富山県弁護士会会長、中部弁護士会連合会理事長）
- 高松未（女子バレーボール選手）